# Södra Möre domsaga
Södra Möre domsaga var en domsaga i Kalmar län. Den bildades 1772 genom utbrytning ur Södra Möre, Norra Möre, Stranda och Handbörds domsaga och upphörde den 1 januari 1969 då den uppgick i den nybildade Möre och Ölands domsaga.
1 januari 1952 överfördes till domsagan från Norra Möre och Stranda domsaga området för den upplösta Kristvalla landskommun, som blev del av den utökade Madesjö landskommun. I motsatt riktning, från Södra Möre domsaga till Norra Möre och Stranda domsaga överfördes området för den upplösta Hossmo landskommun, som blev del av den utökade Dörby landskommun.
Domsagan lydde under Göta hovrätt.

## Tingslag
Domsagan bestod av endast ett tingslag, Södra Möre tingslag

## Geografi
Södra Möre domsaga omfattade den 1 januari 1952 en areal av 1 888,14 km², varav 1 853,15 km² land.

## Valkrets för val till andra kammaren
Mellan andrakammarvalen 1866 och 1908 utgjorde Södra Möre domsaga två valkretsar: Södra Möre domsagas västra valkrets och Södra Möre domsagas östra valkrets. De två valkretsarna avskaffades vid införandet av proportionellt valsystem inför valet 1911 och uppgick då i Kalmar läns södra valkrets.

## Häradshövdingar
- 1773–1774 Jonas Papke
- 1774–1778 Bent Carl Ekenman
- 1776–1792 Hans Christian Lunell
- 1792–1813 Gustaf Anton von Brinckman
- 1813–1841 Johan Jacob Bergström
- 1842–1845 Axel Larsson
- 1846–1858 Bengt Lorentz Theorell
- 1858–1890 Johan Magnus Lindgren
- 1891–1913 Alfred Waldenström
- 1914–1938 Nils Helling
- 1938–1961 Torsten Fredriksson
- 1962–1968 Liss-Eric Björkman